# Langleinenfischerei

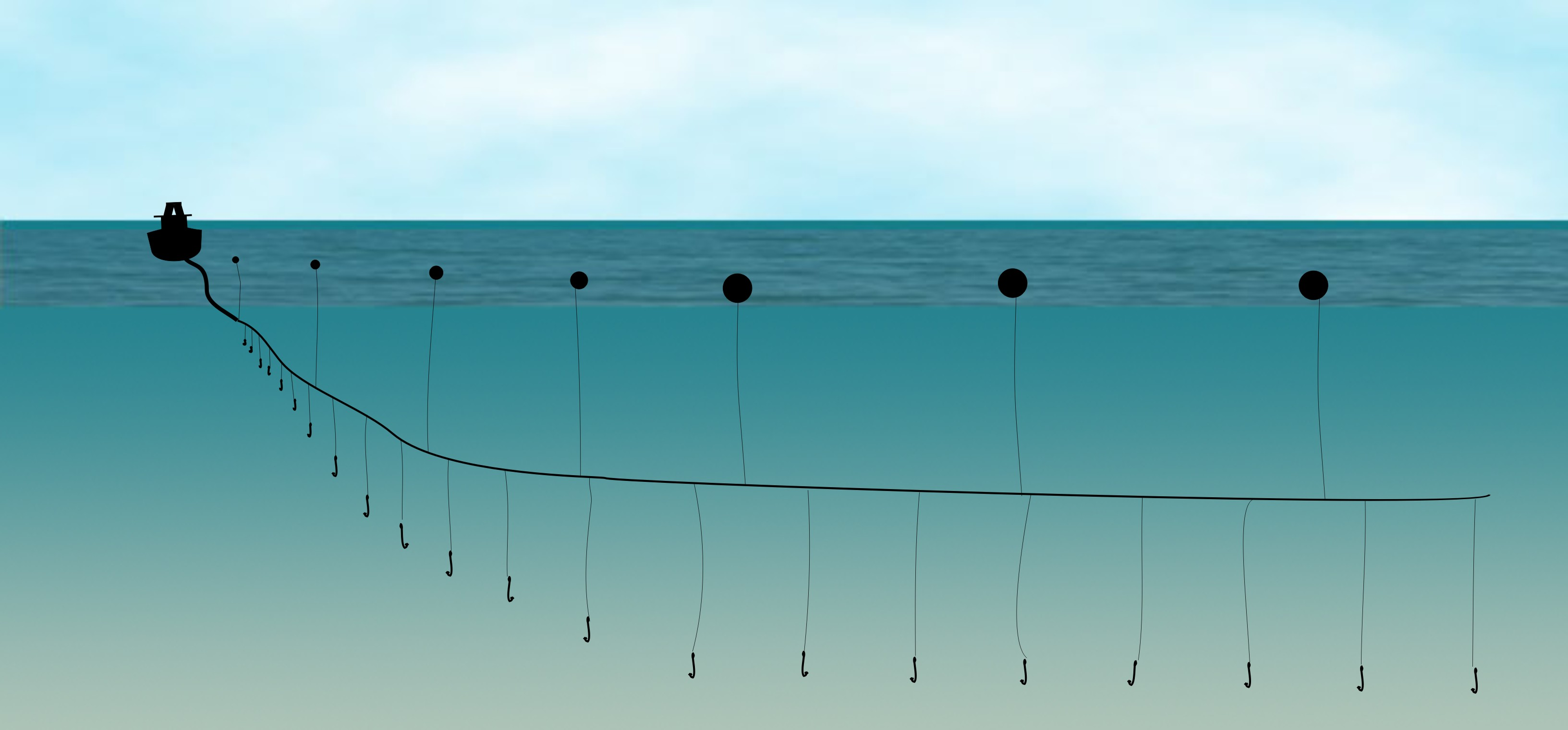
Langleinenfischerei

Die Langleinenfischerei ist eine Art des Fischens in der industriell betriebenen Hochseefischerei.
Dabei werden an einer aus Kunststoff gefertigten Hauptleine (auch Grundleine oder Mutterleine genannt) mit vielen Köderhaken versehene Nebenleinen ausgelegt. Langleinen können bis zu 130 Kilometer lang und mit mehr als 20.000 Köderhaken versehen sein. Anzahl der Köder und Länge der Leine variieren allerdings stark.
Als Köder werden Makrelen oder Tintenfisch verwendet. Aus Südamerika, zum Beispiel Peru, ist bekannt, dass auch Delfinfleisch als Köder in der Hai-Langleinenfischerei verwendet wird. Zielfischarten sind Schwarzer Seehecht, verschiedene Thunfischarten, Kabeljau, Schwertfisch, Heilbutt, Mahi-Mahi (Dolphin Fish), Haie und andere, zumeist wertvolle Speisefischarten.
Die Vorteile dieser Fischereimethode sind die im Vergleich zum Fang mit Netzen geringen Beschädigungen der Zielfische, und dass der Meeresboden nicht beschädigt oder zerstört wird, wie dies beispielsweise beim Einsatz von Grundschleppnetzen oder Baumkurren der Fall ist.
Langleinenfischerei ist vor allem in den Gewässern der Südhalbkugel (Südamerika, Afrika, Australien, Antarktis/Südpolarmeer) sehr verbreitet, wird aber auch in der Nordsee zum Fang von Kabeljau und in der Ostsee zum Dorsch- und Aalfang sowie im Mittelmeer eingesetzt.

## Techniken der Langleinenfischerei
Grundsätzlich werden zwei verschiedene Einsatzformen unterschieden, die pelagische Langleinenfischerei und die Grundfisch-Langleinenfischerei.

### Pelagische Langleinenfischerei
Bei der pelagischen oder halbpelagischen Langleinenfischerei bringen Fangschiffe die Leinen an oder nahe der Wasseroberfläche aus und lassen sie treiben (keine Verankerung). Mittels an Bojen befindlichen Radio-Transmittern ist es dem Fischkutter später möglich, das Fanggerät wiederzufinden und einzuholen. Mit dieser Methode werden vor allem große Thunfischarten oder Schwertfische gefischt.

### Grundfisch-Langleinenfischerei
Hierbei werden die Langleinen am Meeresboden versenkt und horizontal zu diesem verlaufend verankert. Die auch Grundfischen genannte Technik wurde 1988/89 zum Fang des Schwarzen Seehechts und anderer nahe oder am Meeresboden lebender Fischarten eingeführt und hat seither starke Verbreitung gefunden. Es wird in Tiefen von 500 bis 2500 Metern mit über 5 Kilometer langen und mit bis zu 5000 Köderhaken bestückten Leinen gefischt.

## Kritik
Galt die Langleinenfischerei anfänglich als effektive und selektive Fangtechnik, wird sie heute wegen ihrer hohen Beifangraten heftig kritisiert. Nach Angaben der Ernährungs- und Landwirtschaftsorganisation der Vereinten Nationen (FAO) von 2005 lag die Beifangrate durchschnittlich bei rund 20 Prozent der Gesamtfangmenge. Zahlreiche Naturschutzorganisationen sehen sie für eine der größten Bedrohungen für Nicht-Zielfischarten wie Haie oder Rochen sowie für Seevögel wie verschiedene Albatrosarten (insbesondere im Südpolarmeer) und Fregattvögel als auch für Meeresschildkröten an. Hinzu kommt die mittlerweile starke Überfischung der Zielfischarten wie beim Schwarzen Seehecht oder Roten Thunfisch (Mittelmeer), insbesondere durch illegal operierende Piratenfischer.

### Seevögel
Die nahe der Wasseroberfläche während des Setzens der Leinen ausgebrachten Köder ziehen Seevögel auf der Suche nach Nahrung an. Sie verhaken sich und werden beim Absinken der Leine ertränkt. Nach Schätzungen von BirdLife International muss auf 2500 Haken mit einem toten Albatros gerechnet werden. Da jährlich schätzungsweise 200 Millionen Haken ausgebracht werden, sind mittlerweile alle 21 Albatrosarten gefährdet oder akut vom Aussterben bedroht. Nahezu ausgerottet ist bereits der Amsterdam-Albatros, von dem nur noch knapp über 100 Exemplare existieren. Umweltorganisationen schätzen, dass in allen Weltmeeren jährlich 300.000 Seevögel, darunter 100.000 Albatrosse, bei der Langleinenfischerei getötet werden.
Bereits 1997 wurde die Aktion Rettet die Albatrosse ins Leben gerufen und 2001 das Übereinkommen zum Schutz von Albatrossen und Sturmvögeln der Bonner Konvention zum Schutz wandernder Tierarten von verschiedenen Staaten unterzeichnet. Das Agreement on the Conservation of Albatrosses and Petrels (ACAP) genannte Abkommen trat allerdings erst am 1. Februar 2004 in Kraft.

### Haie und Rochen
Haie werden sowohl gezielt befischt aber auch, wie Rochen, als unbeabsichtigter Beifang getötet. Nach einer Studie des WWF vom Juli 2007 sollen allein im Südostatlantik jährlich sieben Millionen Haie und Rochen als Beifang bei der Langleinenfischerei auf Thunfisch, Schwertfisch und Seehechte verenden (rund 5,5 Millionen Blauhaie und etwa 1,1 Millionen der bedrohten Makohaie). Allerdings sei die Dunkelziffer wegen der illegalen Fischerei hoch. Allein durch die Langleinen-Fischerei sollen heute etwa 20 Prozent aller Haiarten vom Aussterben bedroht sein. Eine weitere Bedrohung der Haie geht durch das Shark-Finning, also dem Fangen der Haie um ihnen die Flossen abzuschneiden, aus, die ebenfalls mit der Langleine durchgeführt wird.

### Meeresschildkröten
Besonders Lederschildkröten, Unechte Karettschildkröten und Karettschildkröten sind durch die Langleinenfischerei gefährdet. Die Schätzungen über die jährlichen Verluste gehen weit auseinander. Im Mittelmeer soll die jährliche Beifangrate rund 20.000 Unechte Karettschildkröten betragen, weltweit zwischen 250.000 und 400.000 liegen. Die Tiere sterben an Verletzungen, die ihnen die Haken zufügen, oder ertrinken, weil sie sich nicht mehr von den Haken befreien können.

## Alternativen
Durch verschiedene Modifikationen am Fischereigerät können die hohen Beifangraten bei der Langleinenfischerei drastisch gesenkt werden. So ließe sich der Seevogelbeifang sehr leicht vermeiden, da die Seevögel sich in der Regel beim Schießen der Leinen auf die Köder stürzen. Werden die Leinen durch ein bis in etwa zehn Meter Wassertiefe reichendes Rohr geschossen, können Albatrosse oder Fregattvögel nicht nach den Ködern tauchen. Eine andere Methode sind so genannte Vogelscheuchen-Leinen, bei denen farbige Bänder die Vögel abschrecken. Laut WWF ist diese Methode in Südafrika bereits vorgeschrieben, wird aber nur unzureichend angewandt. Schutzmaßnahmen zur Reduzierung des Seevogelbeifangs wurden bereits 1991 von der Konvention zur Erhaltung der lebenden Meeresressourcen der Antarktis (Commission for the Conservation of Antarctic Marine Living Resources – CCAMLR) mit Erfolg eingeführt. Die Beifangrate sank um 90 Prozent, 2007 gab es in der Antarktis zum zweiten Mal in Folge keine Albatros-Beifänge durch die überwachte und regulierte Langleinenfischerei.
Im November 2007 verabschiedete die Kommission zum Schutz des Atlantischen Thunfischs (ICCAT) Maßnahmen gegen den Beifang von Seevögeln bei der Langleinenfischerei, die für die Fischereiflotten der EU sowie 44 weitere Nationen im Atlantik gelten: Fischfang während der Nacht (geringe Aktivitätsrate bei Seevögeln), mit Gewichten beschwerte Fangleinen (Köder befinden sich außerhalb der Reichweite von Seevögeln) sowie den Einsatz von Vogelscheuchen-Leinen. Im Dezember 2007 verabschiedete die Fischereikommission für den Westlichen und Zentralen Pazifik (WCPFC), der die EU sowie 24 weitere Fischereinationen angehören, ähnliche Maßnahmen zur Vermeidung von Seevogelbeifang für den Pazifik. Die Beschlüsse wurden maßgeblich von der Fischereiabteilung der Wetter- und Ozeanografiebehörde der Vereinigten Staaten NOAA vorangebracht.
Der Beifang von Meeresschildkröten lässt sich zum Beispiel durch spezielle Rundhaken um 90 Prozent reduzieren, ohne dass dabei weniger Fisch gefangen wird.
Ein oberhalb der Haken angebrachter Magnet schreckt Haie ab und könnte deren Beifangrate deutlich senken.
Das Setzen beköderter Langleinen in Tiefen ab 100 Metern beim Thunfischfang im tropischen Ostpazifik würde sowohl den Beifang von Haien und Rochen als auch den von Meeresschildkröten minimieren, da diese meist an Haken oberhalb von 100 Metern Tiefe gehen, während Thunfische in Tiefen unterhalb von 100 Metern gefangen werden. Diese Methode wird bereits von der Fischereiabteilung der Wetter- und Ozeanografiebehörde der Vereinigten Staaten NOAA in US-Gewässern getestet.
Die Umweltorganisation World Wildlife Fund schreibt jährlich einen Wettbewerb aus, bei dem Fangmethoden ausgezeichnet werden, die Beifang reduzieren oder vermeiden.